# Chokuan Soga
Chokuan Soga (jap. 曽我 直庵 Soga Chokuan; ur. ?? - zm. po 1610 roku w Sakai) – japoński malarz. Specjalizował się w kompozycjach łączących motywy ptaków i kwiatów. Był protoplastą rodziny artystów Soga.
Jest wysoko ceniony jako malarz ptaków (z kolei jego syn, Chokuan II, za malowanie sokołów). Jego realistyczne, barwne kompozycje ptaków i kwiatów na parawanach, można znaleźć w świątyni Hōki na górze Kōya, w świątyni Daitoku w Kioto i Muzeum Narodowym w Tokio.
Chokuan malował także w stylu chińskim i suiboku (lub sumi-e, malarstwo tuszem).